# Argynnis claudia
Argynnis claudia är en fjärilsart som beskrevs av Fawcett 1904. Argynnis claudia ingår i släktet Argynnis och familjen praktfjärilar. Inga underarter finns listade i Catalogue of Life.